# Seybothstraße
Die Seybothstraße ist eine Innerortsstraße im Stadtbezirk Untergiesing-Harlaching (Nr. 18) von München.

## Verlauf
Die Straße beginnt in Fortsetzung der Naupliastraße am Laurinplatz und führt bis zum Sanatoriumsplatz, an dem sie auf die Geiselgasteigstraße trifft.

## Öffentlicher Verkehr
Die Straße wird auf ihrer ganzen Länge von Omnibussen der MVG befahren. Am Sanatoriumsplatz führt die Straßenbahnlinie nach Grünwald vorbei.

## Namensgeber
Die Straße ist nach dem Fabrikanten und liberalen Politiker Friedrich Seyboth (1844 bis 1910) benannt, auf dessen Initiative als Verwaltungsrat der städtischen Krankenhäuser der Bau des Sanatoriums Harlaching (heute München Klinik Harlaching) beschlossen wurde.

## Charakteristik
Die Straße ist mit ihrer Anschlussstraße Naupliastraße (nordöstlich) Teil des früher geplanten Äußeren Rings. Sie bildet mit den Straßen Naupliastraße – Peter-Auzinger-Straße – Stadelheimer Straße – Ständlerstraße die Tangente 5-Süd, die geradlinig von Neuperlach bis zur Menterschwaige verläuft.

## Bauwerke

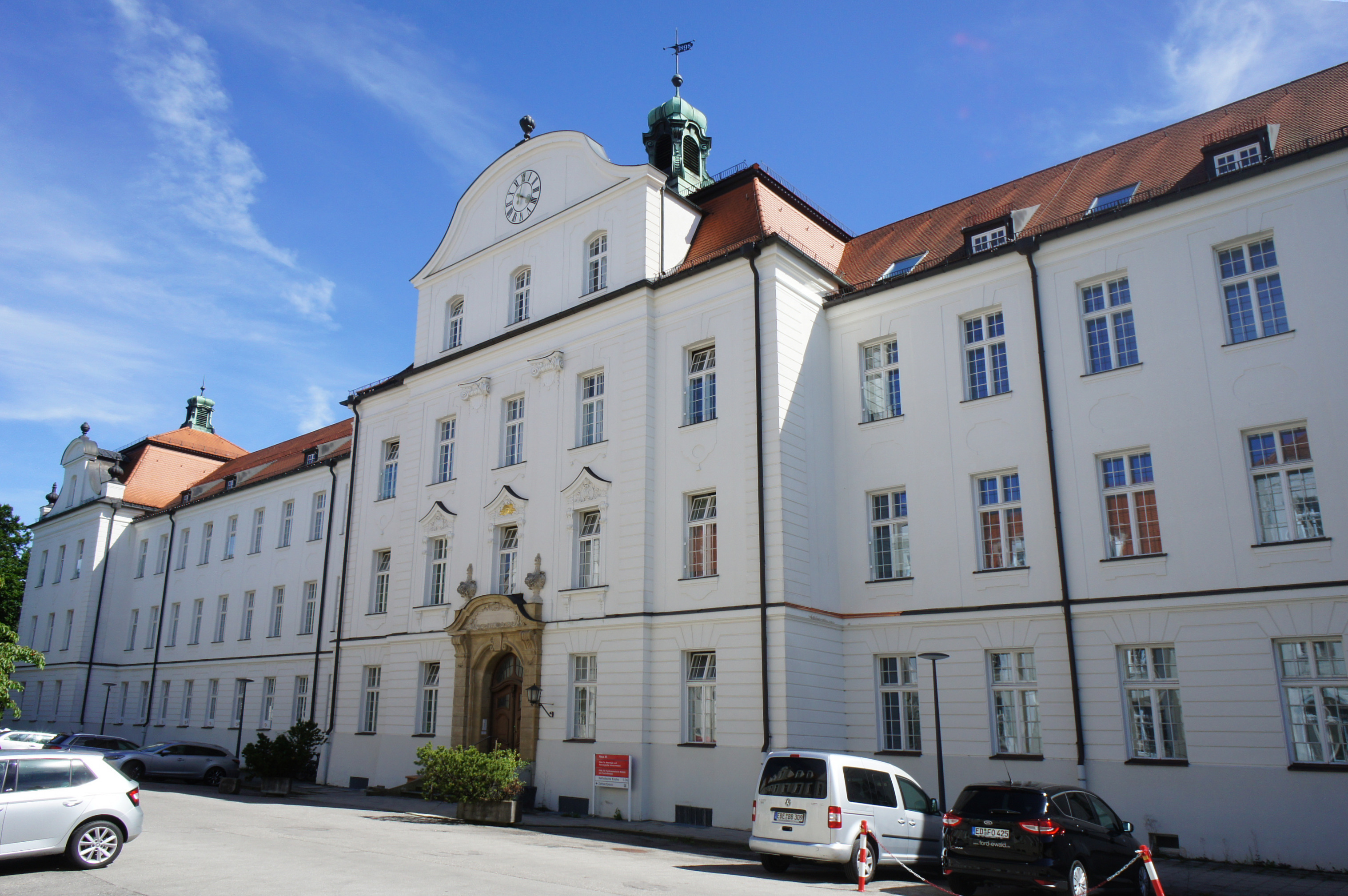
München Klinik Harlaching, Altbau

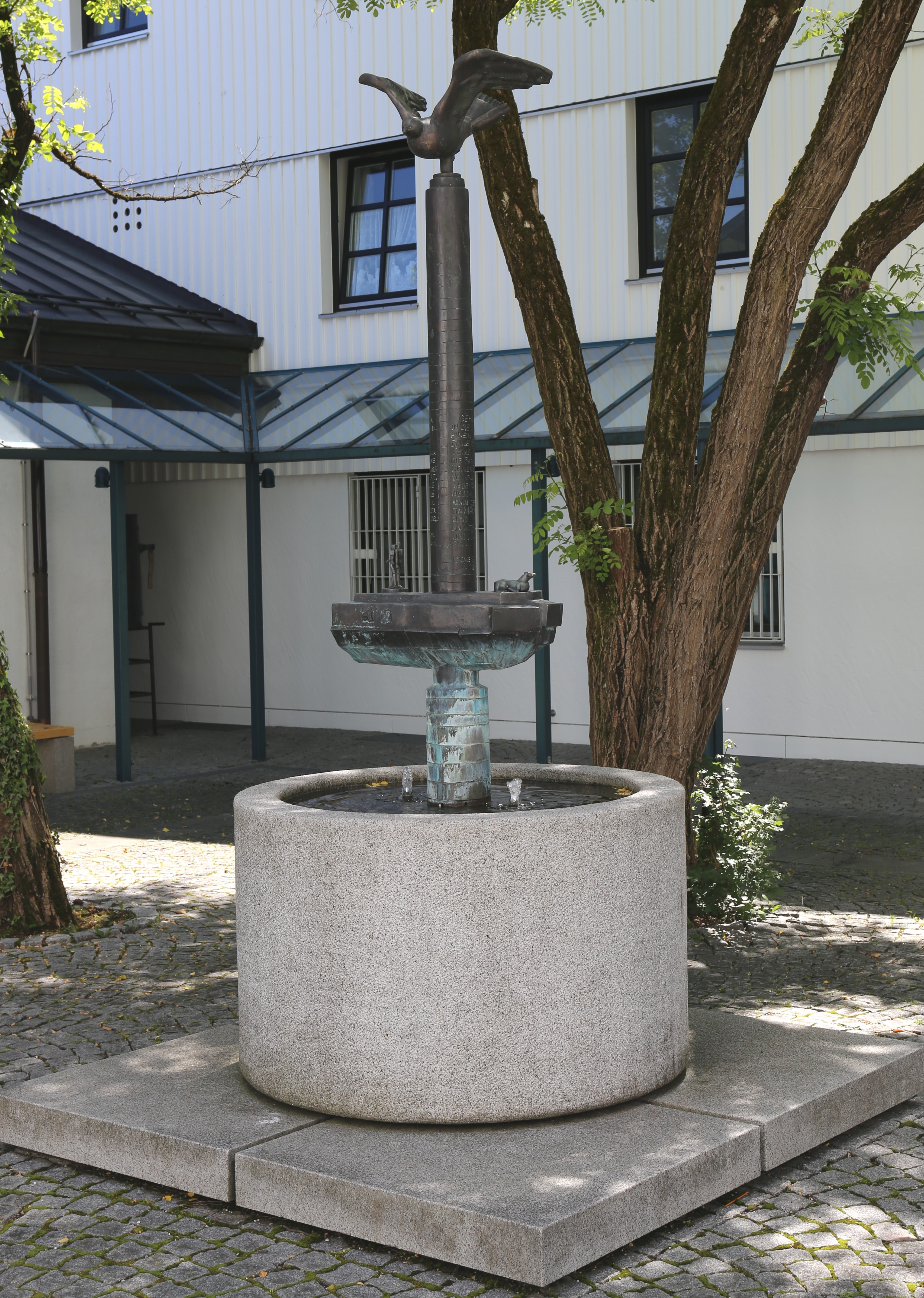
Brunnen Maria Immaculata

- Katholische Pfarrkirche Maria Immaculata, Seybothstraße 53
- Brunnen Maria Immaculata

### In der Nähe
- München Klinik Harlaching, Sanatoriumsplatz 2 (der Altbau geschützt als Baudenkmal Nr. D-1-62-000-6050)
- Emmauskirche am Laurinplatz, von Franz Lichtblau